# 얼록동사리
얼록동사리(학명: Obontobutis interrupta)는 한반도에서만 서식하는 고유종 담수어의 일종이다.

## 외모
몸은 길고 후반부로 갈수록 옆으로 약간 납작하다. 머리 또한 위아래로 납작하지만 동사리처럼 심하지는 않으며 입이 크다.

## 육식성
흐름이 느린 여울이나 웅덩이에서 서식하며 수서곤충, 작은 물고기 등을 잡아먹는 육식성이다.

## 산란
산란기는 4~6월이며 돌 밑에 산란한 후 어미고기가 이를 지킨다. 몸색은 황갈색이지만 알을 낳을 무렵 수컷은 더욱 검게 변한다.

## 서식 및 분포
망둑어목 동사리과에 속하는 얼록동사리는 대한민국에만 서식하는 특산종이다. 분포지도 그리 넓지 않아 금강 이북, 한강 수계에서 집중적으로 발견된다. 서식지에 따라 차이가 있으나 일반적으로 머리와 등 부분에 흑갈색 얼룩무늬가 몸전체에 퍼져 있다. 이 무늬는 천적으로부터 자신의 몸을 보호하기 위한 얼록동사리의 보호색이다. 얼록동사리는 이런 보호색을 이용해서 낮에는 돌 틈에서 휴식을 취하다가 밤이 되면 어슬렁거리며 서서히 다가가서 일정한 거리를 두고 기회를 엿보다 먹잇감이 허점을 보이기만 하면 순식간에 달려들어 큰 입으로 삼켜버린다. 번식기 때 꾸구꾸구 하는 소리로 운다가 꾸구리라는 사투리로도 불리는 얼록동사리의 사촌격인 동사리 그리고 남방동사리와 모양이 비슷하다.

## 참고 문헌
- 한국의 민물고기(자연과 함께하는 사람들 편찬)